# 颱風艾克
颱風艾克（英語：Typhoon Ike，國際編號：8411，聯合颱風警報中心：13W，菲律宾大气地球物理和天文管理局：Nitang）是為1984年太平洋颱風季的熱帶氣旋之一。四級颱風（萨菲尔-辛普森飓风风力等级）。颱風艾克在菲律賓造成嚴重災害。颱風的國際名稱「Ike」被除名，由「Ian」取代之。PAGASA的颱風名稱「Nitang」被除名，由「Ningning」取代之。